# Microcybe multiflora
Microcybe multiflora är en vinruteväxtart. Microcybe multiflora ingår i släktet Microcybe och familjen vinruteväxter.

## Underarter
Arten delas in i följande underarter:
- M. m. baccharoides
- M. m. multiflora